# Pamana
A Ilha Pamana em indonésio:  Pulau Panama é uma pequena ilha ao largo da ilha Roti, na província de Sonda Oriental, na Indonésia. Ela constitui o ponto mais meridional da Ásia e é atravessada pelo paralelo 11 S. A ilha tem uma área de aproximadamente 14 km² e faz parte do arquipélago das Ilhas Rote

## Geografia e Localização
A Ilha Pamana está situada ao sul da Ilha Roti, e sua localização a torna o ponto mais meridional da Ásia. Está posicionada na latitude 11°S e fica a aproximadamente 14 km de Roti. A ilha também se encontra próxima ao Canal de Ombai e à Ilha Timor. Sua vegetação é composta principalmente por savanas e florestas tropicais secas.
O relevo da ilha é predominantemente plano, sendo o ponto mais elevado o Monte David, que alcança 197 metros de altura. A fauna local inclui tartarugas marinhas, que utilizam a ilha como ponto de desova, e aves migratórias que passam por Pamana durante suas viagens anuais. A Ilha Pamana é também o ponto mais meridional da Indonésia, localizada na latitude 11°S.

## Características Naturais
A Ilha Pamana possui grande importância ecológica devido à sua biodiversidade. As tartarugas marinhas utilizam a ilha como local de desova e, além disso, diversas aves migratórias passam por lá, tornando-a relevante para a preservação da biodiversidade regional. A vegetação da ilha é caracterizada por florestas secas e savanas, que abrigam uma variedade de espécies nativas.

## Importância Ecológica
A Ilha Pamana desempenha um papel vital na preservação de várias espécies ameaçadas, incluindo tartarugas marinhas. Sua localização estratégica no Oceano Pacífico, próxima à Ilha Roti e ao Canal de Ombai, torna-a importante para os estudos sobre ecossistemas marinhos e terrestres e suas interações.

## Acesso e Turismo
A ilha não é um destino turístico amplamente acessado, principalmente devido à sua localização remota e à falta de infraestrutura. No entanto, ela atrai pesquisadores e ecoturistas interessados na preservação ambiental. O acesso à ilha é restrito, com as visitas sendo realizadas principalmente por embarcações que partem de Ilha Roti ou de Timor.